# Otto von Porbeck
Heinrich Otto Aemilius Friedrich von Porbeck (* 11. Oktober 1764 in Marburg; † 26. April 1841 in Kassel) war bis 1807 hoher kurhessischer Beamter. Zur Zeit des Königreichs Westphalen war er hochrangiger Richter. Nach der Restauration war er erneut im kurhessischen Staatsdienst.

## Leben
Porbeck trat 1786 als Regierungsassessor in Hanau in den kurhessischen Staatsdienst ein. Ein Jahr später wechselte er nach Kassel. Im Jahr 1793 wurde er Justizrat und 1797 Regierungsrat. Zwischen 1804 und 1807 war er Kommissar des Landesherrn beim Versorgungswerk der Althessischen Ritterschaft, dem Stift Kaufungen.
In der Zeit des Königreichs Westphalen war er von 1808 bis 1813 Präsident des erstinstanzlichen Tribunals in Kassel sowie als Besitzer der Kalbsburg bei Fritzlar Mitglied der Reichsstände des Königreichs Westphalen (Departement der Fulda). Im Jahr 1809 wurde er Präsident der westphälischen Zivilgesetzgebungskommission.
Nach dem Ende des Königreichs und der Restauration Kurhessens wurde er 1814 Geheimer Regierungsrat und wiederum landesherrlicher Kommissar des Stifts Kaufungen. Im Oktober 1815 wurde er Mitglied der vierköpfigen kurhessischen Verfassungskommission (mit Georg Schmerfeld, Ernst Friedrich von der Malsburg und Ferdinand Schenck zu Schweinsberg), die im Dezember dem Landtag einen in vieler Hinsicht fortschrittlichen und zukunftsweisenden Entwurf einer Verfassung für Kurhessen vorlegte. 1815/16 war er Mitglied der kurhessischen Verfassungskommission. Er befürwortete die Aufhebung der partikularistischen Ständeversammlung zugunsten einer modernen allgemeinen Volksrepräsentation ab.
Von 1817 bis 1819 amtierte Porbeck als Regierungsvizepräsident in Kassel. Danach war er bis 1821 Regierungspräsident. Von 1821 bis 1833 war er Präsident des Oberappellationsgerichts. Im Jahr 1827 war Porbeck landesherrlicher Prinzipal-Kommissar bei der 300-Jahr-Feier der Philipps-Universität Marburg.
Kurfürst Wilhelm II. sah sich im September 1830 durch Unruhen in Kassel, Hanau und anderen Orten Kurhessens gezwungen, dem Verlangen der Bürgerschaft nach einer Verfassung nachzugeben. Am 15. September sicherte er einer Bürgerdeputation unter dem Kasseler Bürgermeister Karl Schomburg die Einberufung der Landstände und die Ausarbeitung einer Verfassung zu. Porbeck war einer der beiden Landtagskommissare, die Anfang Oktober 1830 der Kurhessischen Ständeversammlung einen ersten Verfassungsentwurf vorlegten; der andere war Karl Michael Eggena. Auf der Grundlage dieses Entwurfs wurde im Laufe der folgenden zwei Monate die Kurhessische Verfassung von 1831 ausgearbeitet, die am 5. Januar 1831 vom Kurfürsten unterzeichnet und am 8. Januar 1831 feierlich verkündet wurde.
Porbeck ging 1833 in den Ruhestand.

## Familie
Otto von Porbeck war der Sohn des landgräflich hessischen Majors und Platzkommandanten von Marburg Georg Heinrich Ludwig von Porbeck (1725 bis ca. 1798) und dessen Frau Katharina Christina Sibylla, geborene Kirchmeyer (1725–1789). Die Familie wurde 1779 in den Reichsadelsstand erhoben. Ottos Bruder Georg und sein Cousin Bernhard Christian Duysing waren als Grundbesitzer ebenfalls Mitglieder der Reichsstände des Königreichs Westphalen. 1834 adoptierte er den Sohn seiner Schwester, August von Asbrand-Porbeck.

## Ehrungen
Am 20. Februar 1810 wurde er Ritter des Ordens der Westphälischen Krone. 1817 wurde er Ritter, 1818 Kommandeur 2. Klasse, 1821 Kommandeur 1. Klasse und 1827 Großkreuz des Kurhessischen Löwenordens. Am 29. Dezember 1826 wurde ihm der Titel Excellenz und im Jahr darauf im Rahmen der 300-Jahr-Feier der Universität Marburg der Titel eines Dr. h. c. verliehen.